# Meshal Al-Sebyani
Meshal Al-Sebyani (en árabe: مشعل الصبياني‎; 11 de abril de 2001) es un futbolista saudí que juega en la demarcación de defensa para el Al Faisaly F. C. de la Liga Profesional Saudí.

## Selección nacional
Tras jugar con la selección de fútbol sub-23 de Arabia Saudita, finalmente hizo su debut con la selección absoluta el 1 de diciembre de 2021 en un encuentro de la Copa Árabe de la FIFA 2021 contra Jordania que finalizó con un resultado de 0-1 a favor del combinado jordano tras el gol de Mahmoud Al-Mardi.

## Clubes
| Club             | País           | Año   | Partidos | Goles |
| ---------------- | -------------- | ----- | -------- | ----- |
| Al Faisaly F. C. | Arabia Saudita | 2019- | 13       | 0     |